# Nero (torrente)
Il fiume Nero o Fiumenero è un corso d'acqua della provincia di Bergamo. Nasce dal Pizzo dell'Omo, nelle Alpi Orobie ad un'altitudine di 2650 m s.l.m., mentre gli affluenti Torrente Secreti e Torrente Val del Aser originano rispettivamente dalla Vedretta dei Secreti e dalla Vedretta del Redorta. 
Confluisce dopo 6 km da destra nel Serio a Fiumenero, frazione di Valbondione, in Val Seriana ad un'altitudine di 783 m s.l.m. compiendo in 6 km un dislivello maggiore di 1000 mt., percorrendo quella che viene chiamata  Valle di Fiumenero.

## Ambiente
Il torrente segue un percorso di elevata naturalità, scorre su aree boschive e prati incolti fino a raggiungere il centro abitato dove confluisce nel Serio.